# Иезуитский монастырь (Винница)
Иезуитский монастырь (укр. Ієзуїтський монастир) — комплекс сооружений начала XVII века в Виннице, построенный на средства, пожертвованные монахам-иезуитам местными шляхтичами.

## История
Первые монахи иезуиты появились в Виннице в 1610 году.

### Иезуитский костёл

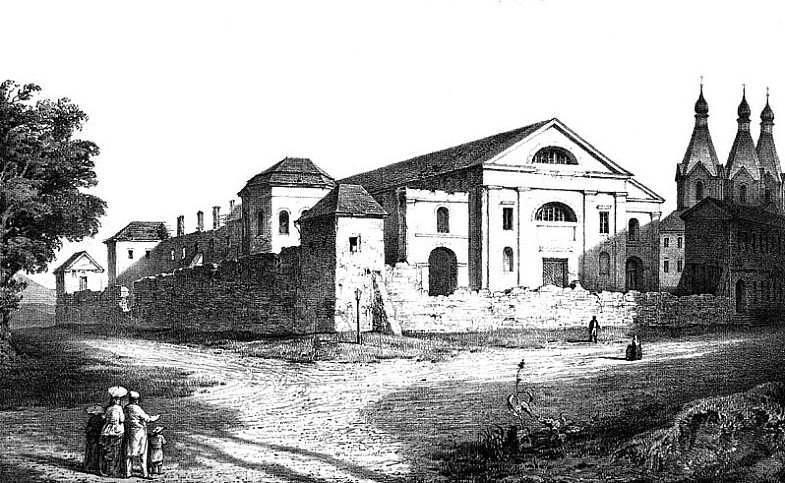
Муры и иезуитский костёл. Рисунок середины XIX века. Наполеон Орда.

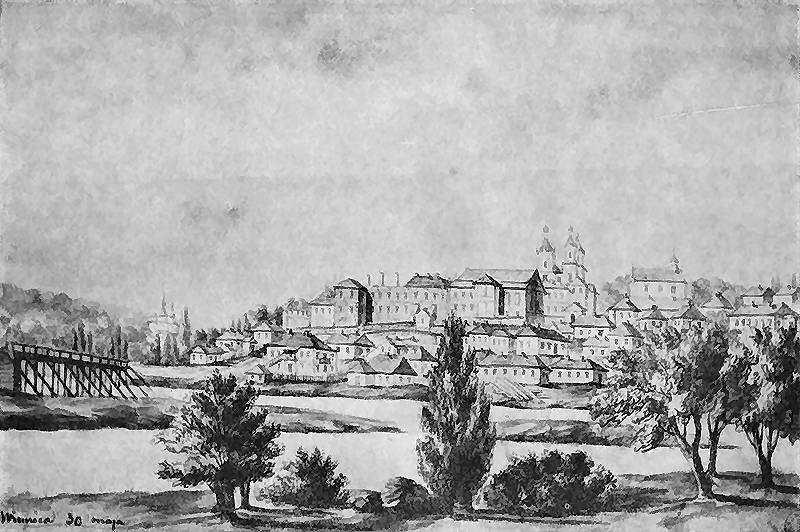
Вид на правый берег Винницы. Рисунок середины XIX века. Наполеон Орда.

Костёл был построен в 1610—1617 гг. В 1778 году костёл сгорел, но вскоре был восстановлен. В 1891 году обвалилась часть стены со стороны главного фасада костёла. В 1901 году незначительная часть помещений была отремонтирована. Обновление сооружений монастыря началось в 1907 году в связи с приспособлением их под мужскую гимназию, а в 1911 году в монастыре размещена и женская гимназия. Сейчас часть сооружений находится в аварийном состоянии, ведётся реставрация. Фрагменты крепостных стен с угловой башней можно осмотреть с обратной стороны монастыря, спустившись от улицы Соборной к пересечению улицы Муры и улицы Монастырской.
Это основательное, практически недекорированное сооружение стоит в углу квадратной в плане бывшей территории муров, обращенное фасадом к улице Соборной. Костёл имеет три нефа, цокольный этаж, крестовые своды. Среднему нефу на фасаде соответствует ризалит с четырьмя пилястрами тосканского ордера, несущими раскрепованный треугольный фронтон. Композиционное решение фасада подсказывает возможность существования ранее двух угловых башен. Парапет на их месте, как и оконные проёмы и сандрики на фасаде, появился на рубеже XIX—XX веков. Тогда при перепланировке улицы Почтовой (теперь Соборная) и подрезке грунта (для отвода воды от улицы) обнажился цоколь костёла и была устроена ажурная чугунная лестница, стилистически очевидно чуждая фасаду. К противоположному торцу костёла, со стороны хора, то есть алтарной части, примыкает вытянутый в глубину двора монастырский корпус (конвикт). Многократные перестройки, частая смена хозяев зданий бывшего монастыря теперь с трудом дают возможность догадаться о первонаначальном облике всего комплекса. Построенный параллельно линии берега Южного Буга, монастырь видимо сползал к реке — об этом свидетельствуют три мощных контрфорса, упирающиеся в стены между маленькими окнами. К той же восточной стене была пристроена каплица, которая отличается от костёла большей живостью оформления, хоть частично и утраченного. Оживляют фасад энергично проработанне наличники ниш — фальшивых окон. Однако повсюду видны следы неудачных перестроек: приплюснутые фронтоны, стесанные капители и базы пилястр значительно исказили прежнюю выразительность здания. Очевидно утрачена высокая красная черепичная крыша с заломом. По оформлению двухэтажного крыла монастырского корпуса (конвикта), выступающем пристройкой во двор с западной стороны костёла, можно судить о первоначальном облике костёла.

### Иезуитский коллегиум

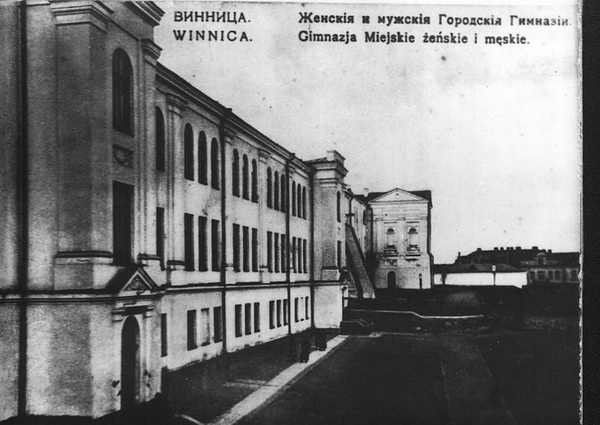
Фасад бывшего иезуитского коллегиума. Почтовая открытка начала XX века.

Коллегиум был построен в период 1610—1617 гг. С конца XVIII века здесь находились учебные заведения — с 1785 года уездная школа, с 1814 года губернская польская гимназия, с 1832 года русская гимназия, а с 1907 года мужская и женская гимназии. С 1920-х гг. в коллегиуме размещается областной государственный архив.
Здание коллегиума кирпичное, двухэтажное, П-образное в плане, с несимметричными боковыми крыльями. Южная стена коллегиума укреплена контрфорсами. Фасады выполнены в стиле барокко. Северный фассад (выходит на улицу Соборную), увенчан фигурным фронтоном, украшенным декоративными вазами. Первоначальная внутренняя планировка не сохранилась. Перекрыт полуциркульными сводами с распалубками. Сегодня в этом здании находится технический лицей.

### Иезуитский конвикт

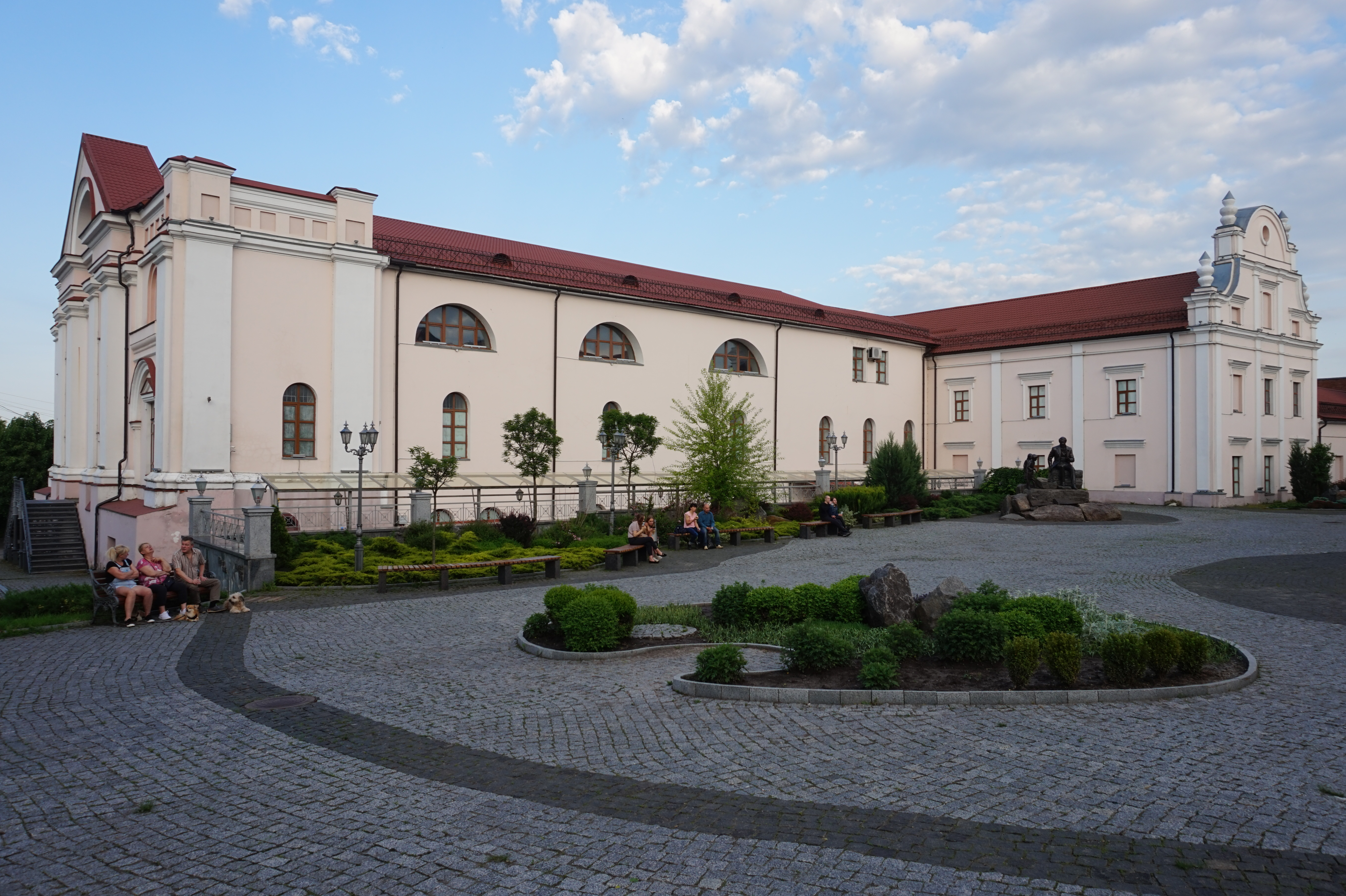
Иезуитский конвикт — бывшие келии иезуитского монастыря и фасад коллегиума. Теперь корпус краеведческого музея.

Конвикт был построен в XVIII веке. Примыкает к оборонным стенам на участке, разделяющем территории двух монастырей, и включают в свой объём угловую оборонную башню. Состоят из двух построенных в разное время объёмов. Первоначальная внутренняя планировка не сохранилась. Фасад пристройки декорирован со сдержанной пышностью раннего барокко: высокий двухъярусный фронтон с полукруглым завершением, ниши и упрощенные вазы по краям, характерные барочных пропорций окна в наличниках с ушками. Параллельно корпусу бывшего иезуитского костела, выше по склону, стоит длинное невзрачное двухэтажное здание келий. Перспективу двора замыкает художественно чуждый, выпадающий из сложившегося ансамбля стеклянный фасад Винницкого краеведческого музея, который был пристроен к кельям конквита, в которых с 1919 года был размещён краеведческий музей.

### Башня и стены
Башня и стены были построены иезуитами в 1617 году. Бо́льшая часть стен с башнями, которые окружали иезуитский и доминиканский монастыри, разрушена (см. Винницкие муры). Сохранилась лишь угловая юго-западная башня с южной и частью западной стен. Башня кирпичная, квадратная в плане, с закругленными углами, одноярусная, на высоком расширяющемся книзу цоколе, укреплена контрфорсами, перекрыта сводами. Стены сложены из кирпича, имеют многочисленные бойницы.